# Euro Hockey Tour 2022/2023
Euro Hockey Tour 2022/2023 byl 27. ročník hokejové soutěže Euro Hockey Tour. Konal se od 10. listopadu 2022 do 7. května 2023, součástí byly turnaje Karjala Cup 2022, Swiss Ice Hockey Games 2022, Sweden Hockey Games 2023 a turnaj Czech Hockey Games 2023.

## Karjala Cup
Turnaj Karjala Cup se konal od 10. listopadu do 13. listopadu 2022 v Turku a Českých Budějovicích.
| Poř. | Tým       | Z | V | VP | PP | P | VG | OG | B |
| ---- | --------- | - | - | -- | -- | - | -- | -- | - |
| 1.   | Švédsko   | 3 | 1 | 1  | 0  | 1 | 8  | 7  | 5 |
| 2.   | Švýcarsko | 3 | 0 | 2  | 1  | 0 | 8  | 7  | 5 |
| 3.   | Česko     | 3 | 1 | 0  | 1  | 1 | 8  | 9  | 4 |
| 4.   | Finsko    | 3 | 1 | 0  | 1  | 1 | 8  | 9  | 4 |

## Swiss Tournament
Swiss Ice Hockey Games 2022 se konal od 15. prosince do 18. prosince 2022 ve Fribourgu a Helsinkách.
| Poř. | Tým       | Z | V | VP | PP | P | VG | OG | B |
| ---- | --------- | - | - | -- | -- | - | -- | -- | - |
| 1.   | Švédsko   | 3 | 1 | 2  | 0  | 0 | 11 | 5  | 7 |
| 2.   | Česko     | 3 | 2 | 0  | 0  | 1 | 5  | 7  | 6 |
| 3.   | Finsko    | 3 | 1 | 0  | 1  | 1 | 9  | 8  | 4 |
| 4.   | Švýcarsko | 3 | 0 | 0  | 1  | 2 | 4  | 9  | 1 |

## Sweden Hockey Games
Turnaj Sweden Hockey Games 2023 se konal od 9. do 12. února 2023 v Malmö a Curychu.
| Poř. | Tým       | Z | V | VP | PP | P | VG | OG | B |
| ---- | --------- | - | - | -- | -- | - | -- | -- | - |
| 1.   | Švédsko   | 3 | 2 | 0  | 1  | 0 | 6  | 3  | 7 |
| 2.   | Finsko    | 3 | 1 | 1  | 0  | 1 | 13 | 9  | 5 |
| 3.   | Česko     | 3 | 0 | 2  | 0  | 1 | 5  | 8  | 4 |
| 4.   | Švýcarsko | 3 | 0 | 0  | 1  | 1 | 6  | 10 | 2 |

## Czech Hockey Games
Turnaj Czech Hockey Games 2023 se konal od 4. do 7. května 2023 v Brně a Göteborgu.
| Poř. | Tým       | Z | V | VP | PP | P | VG | OG | B |
| ---- | --------- | - | - | -- | -- | - | -- | -- | - |
| 1.   | Švýcarsko | 3 | 2 | 0  | 0  | 1 | 5  | 6  | 6 |
| 2.   | Švédsko   | 3 | 1 | 1  | 0  | 1 | 10 | 7  | 5 |
| 3.   | Česko     | 3 | 1 | 0  | 1  | 1 | 8  | 9  | 4 |
| 4.   | Finsko    | 3 | 0 | 1  | 1  | 1 | 7  | 8  | 3 |

## Konečné pořadí EHT 2022/2023
| Poř. | Tým       | Z  | V | VP | PP | P | VG | OG | B  |
| ---- | --------- | -- | - | -- | -- | - | -- | -- | -- |
| 1.   | Švédsko   | 12 | 5 | 4  | 1  | 2 | 35 | 22 | 24 |
| 2.   | Česko     | 12 | 4 | 2  | 2  | 4 | 26 | 33 | 18 |
| 3.   | Finsko    | 12 | 3 | 2  | 3  | 4 | 37 | 34 | 16 |
| 4.   | Švýcarsko | 12 | 2 | 2  | 4  | 4 | 23 | 32 | 14 |

### Vysvětlivky k tabulkám a zápasům
- Z – počet odehraných zápasů
- V – počet vítězství
- VP – počet výher po prodloužení (nebo po samostatných nájezdech)
- PP – počet proher po prodloužení (nebo po samostatných nájezdech)
- P – počet proher
- VG – počet vstřelených gólů
- OG – počet obdržených gólů
- B – počet bodů